# Ecorse Public Schools
Ecorse Public Schools es un distrito escolar de Míchigan. Tiene su sede en Ecorse. Gestiona tres escuelas: Ralph J. Bunche Elementary Academy (escuela preescolar a grado 3), Grandport Elementary Academy (grados 4 a 7), y Ecorse Community High School (grados 8 a 12). En 2015 el distrito dijo que eliminó su déficit de presupuesto.